# Telescopio Espacial Solar Galileo
El Telescopio Espacial Solar Galileo – Plataforma Multimisión (GSST-PMM)  es una misión propuesta por el Instituto Nacional de Investigaciones Espaciales (INPE) de Brasil que tiene como objetivo medir con precisión la radiación solar en la parte superior de la atmósfera terrestre, el campo magnético en la fotosfera y la atmósfera solar superior.

## Misión
El proyecto se inició en noviembre de 2013 a raíz de una convocatoria de oportunidad del Comité Asesor de la Coordinación General de Ciencias Espaciales y Atmosféricas del INPE. El primer proyecto fue un prototipo de un instrumento basado en espectropolarimetría que tenía como objetivo estimar el campo magnético del Sol. El Comité Asesor celebró varias reuniones de evaluación entre 2014 y 2018. 
La planificación de la misión inicialmente constó de tres fases: 
1. Desarrollo de un magnetógrafo y un instrumento de imágenes de luz visible;
2. Instalación de un instrumento prototipo en un observatorio terrestre;
3. Desarrollo del observatorio espacial;

También se propuso el desarrollo de un prototipo para probarlo en un globo, pero esta etapa finalmente fue eliminada. 
El Centro de Proyectos de Misiones Espaciales Integradas del INPE aceptó la propuesta después del contacto inicial en diciembre de 2016. El análisis de la misión se inició en junio de 2017 y el estudio se presentó en diciembre del mismo año. El informe del estudio de viabilidad se publicó en mayo de 2018 y, a partir de entonces, el Grupo de Trabajo comenzó a debatir el GSST tanto con la comunidad científica como con los responsables de la toma de decisiones. 
El prototipo de la fase conceptual, que utiliza un telescopio de 150 mm, se completó en julio de 2018. El prototipo avanzado tenía un telescopio de 500 mm. Inicialmente, se iba a realizar un taller en marzo de 2020 para discutir la misión con la comunidad internacional, pero se canceló debido a la pandemia de COVID-19 . En el segundo semestre de 2020, tras la reestructuración del INPE, se discutió la continuidad del proyecto y el uso de la pt, utilizado en el satélite Amazônia 1, fue propuesto y validado. 
El 8 de mayo de 2023, el proyecto fue presentado a la AEB  y el 19 de mayo, se entregaron los documentos necesarios para la Tarjeta de Admisión del Procedimiento de Selección y Adopción de Misiones Espaciales (ProSAME) de la Agencia Espacial Brasileña (AEB). 

### Objetivos
El GSST tiene como objetivo medir, con precisión, la irradiancia solar en la parte superior de la atmósfera terrestre, el campo magnético en la fotosfera y en las capas superiores de la atmósfera solar, así como abordar diversos procesos que actúan sobre el Sol, siendo fundamental la comprensión de la irradiancia solar en la parte superior de la atmósfera terrestre para comprender el cambio climático.  

#### Carga útil
En el informe de estudio de la misión, publicado en 2018, se propuso el siguiente equipo:  
1. Una cámara UV/VIS de alta resolución y una cámara de baja resolución para observar el disco solar como forma de comprender la evolución de las estructuras magnéticas de la capa exterior del Sol;
2. Un radiómetro para comprender la influencia del Sol en el clima de la Tierra;
3. Un detector de electrones y protones, así como un magnetómetro, para comprender la influencia del Sol en el geoespacio.